# Zwierzęta łowne

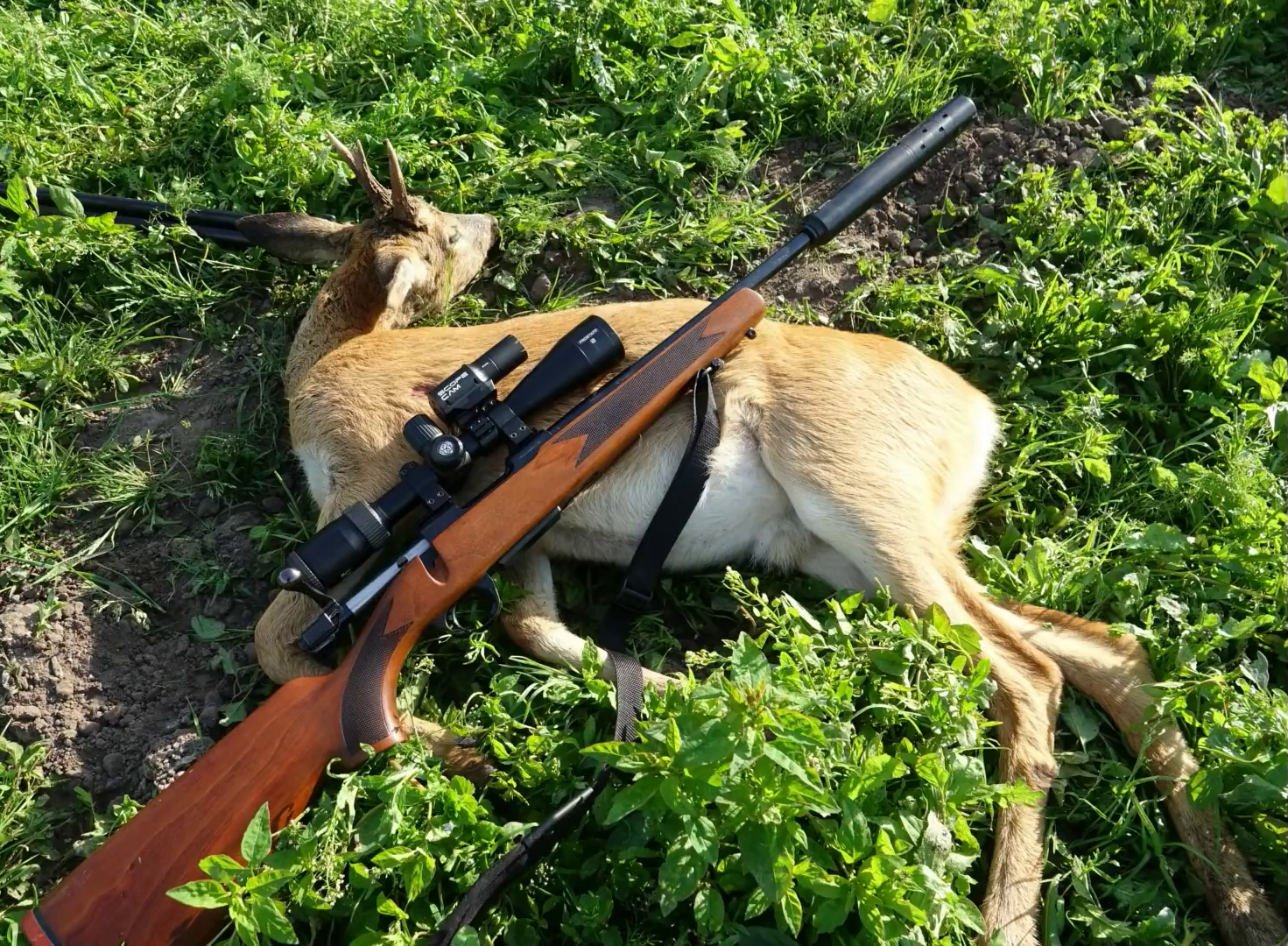
Upolowany koziołek sarny europejskiej

Zwierzęta łowne, zwierzyna – gatunki dzikich ssaków i ptaków żyjących w środowisku naturalnym, będących – zgodnie z obowiązującym prawem – przedmiotem pozyskiwania w drodze polowania lub odłowów dokonywanych przez człowieka. Pozyskiwanie zwierząt łownych jest jednym z elementów gospodarki łowieckiej.
W Polsce zgodnie z art. 2 prawa łowieckiego "zwierzęta łowne w stanie wolnym, jako dobro ogólnonarodowe, stanowią własność Skarbu Państwa".

## Rodzaje
Do zwierząt łownych w Polsce zaliczana jest:
zwierzyna gruba:
- łoś
- jeleń szlachetny
- jeleń wschodni
- daniel
- sarna
- dzik
- muflon

zwierzyna drobna (ssaki łowne oraz ptactwo):
- lis
- jenot
- borsuk
- szop pracz (usunięty z listy w 2022) [3]
- piżmak
- kuna leśna
- kuna domowa
- norka amerykańska
- tchórz zwyczajny
- zając szarak
- dziki królik
- szakal złocisty[4]

w tym ptactwo:
- jarząbek
- bażant
- kuropatwa
- gęś gęgawa
- gęś zbożowa
- gęś białoczelna
- krzyżówka
- cyraneczka
- głowienka
- czernica
- gołąb grzywacz
- słonka
- łyska